# Abbosbek Fayzullayev
Abbosbek Saydjon oʻgʻli Fayzullayev (* 3. Oktober 2003 in Sirdaryo) ist ein usbekischer Fußballspieler.

## Karriere

### Verein
Aus der Jugend von Paxtakor Taschkent wechselte Fayzullayev Anfang 2021 von der U21 in die erste Mannschaft. In seiner Zeit hier gewann er mit seinem Team drei Mal die Meisterschaft und ein Mal den Superpokal. Von August 2023 bis Juli 2025 stand er bei ZSKA Moskau in Russland unter Vertrag. Danach folgte der Wechsel zu Istanbul Başakşehir in die türkische Süper Lig.

### Nationalmannschaft
Nach der U19 war Fayzullayev ab September 2022 für die U20 aktiv, mit welcher er an der Asienmeisterschaft 2023 teilnahm, die seine Mannschaft erstmals als Sieger abschließen konnte. Bei dem Turnier erzielte er ein Tor und gab zwei Vorlagen. Ein paar Monate später folgte die Teilnahme an der Weltmeisterschaft 2023, bei der er ein Tor schoss und eine Vorlage gab; sein Team schaffte es bis ins Achtelfinale.
Bereits im Oktober 2021 war er erstmals für die U23 aktiv und nahm mit dieser an der Asienmeisterschaft 2022 teil, bei der er in jeder Partie seiner Mannschaft eingesetzt wurde. Das Finale ging mit 0:2 gegen Saudi-Arabien verloren. Nach einer Pause aufgrund von Einsätzen für andere Mannschaften gehörte zum Kader bei der Asienmeisterschaft 2024, wo er in drei Partien zum Zug kam. Hier erreichte sein Team ebenfalls das Finale, wo man diesmal Japan unterlag. Die Finalteilnahme aber reichte schon, dass sich seine Nation erstmals in ihrer Geschichte für das Fußballturnier der Olympischen Spiele 2024 qualifizierte.
Sein Debüt für die A-Nationalmannschaft hatte er am 11. Juni 2023, als er beim 3:0-Gruppenspielsieg über den Oman in der Zentralasienmeisterschaft 2023 zur 74. Minute für Oston Urunov eingewechselt wurde. Bei seinem zweiten Turniereinsatz, bei einem 5:1-Sieg über Tadschikistan, erzielte er sein erstes Länderspieltor. Nach weiteren Freundschafts- sowie Qualifikationsspielen für die Weltmeisterschaft 2026 gehörte er zum Kader bei der Asienmeisterschaft 2024. Dort erzielte er im Turnierverlauf zwei Treffer und schaffte es mit seinem Team bis ins Viertelfinale.

## Erfolge
- Usbekischer Meister (3): 2021, 2022, 2023
- Usbekischer Supercupsieger: 2022
- Russischer Fußballpokalsieger: 2025
- Russischer Supercupsieger: 2025
- AFC U20 Asian Cup-Sieger
- Fußballer des Jahres Usbekistan 2023